# Église Sainte-Marie-Madeleine de Pérouges
Pour les articles homonymes, voir Église Sainte-Madeleine.
L'église Sainte-Marie-Madeleine est une église fortifiée catholique qui se dresse sur la commune de Pérouges, dans le département de l'Ain en région Auvergne-Rhône-Alpes.
L'église fait l’objet d’un classement au titre des monuments historiques par arrêté du 23 mai 1912.

## Situation
L'église Sainte-Marie-Madeleine est située dans le département français de l'Ain sur la commune de Pérouges, à l'entrée du village, du côté de l'attaque.
Elle se situe à proximité immédiate de la Porte d'En-Haut, place de l'église et est connexe au mur d'enceinte de la cité. Cela lui vaut d'ailleurs la dénomination d'« église-forteresse ».

## Description
L'église présente une face crénelée percée de meurtrières.

## Festival
L'église fut le lieu initial en 1997, puis principal du festival de musique du Printemps de Pérouges.